# Pseudochremylus carinatus
Pseudochremylus carinatus är en stekelart som beskrevs av Sergey A. Belokobylskij 1999. Pseudochremylus carinatus ingår i släktet Pseudochremylus och familjen bracksteklar. Inga underarter finns listade i Catalogue of Life.